# Коричневопятнистая кошачья акула
Коричневопятнистая кошачья акула (лат. Scyliorhinus garmani) — малоизученный и редкий вид хрящевых рыб семейства кошачьих акул отряда кархаринообразных. Эндемик индо-западной части Тихого океана. Известен по нескольким экземплярам. Размер 36 см. Не является объектом коммерческого промысла.

## Таксономия
Впервые вид был описан в записках Академии Естественных наук Филадельфии. Голотип представляет собой самку длиной 24 см, пойманную в ходе морской экспедиции 1907—910 годов у берегов Филиппин. Вид назван в честь американского ихтиолога Самуэля Гармана.

## Ареал
Коричневопятнистая кошачья акула является эндемиком индо-западной части Тихого океана, она встречается у берегов Филиппин.

## Описание
У коричневопятнистой кошачьей акулы плотное, коренастое тело. Голова узкая. Ширина головы составляет 2/3 от её длины. Ноздри разделены кожаными складками. Второй спинной плавник меньше первого. Основание первого спинного плавника находится позади основания брюшных плавников, а основание второго спинного плавника — над последней третью основания анального плавника. Интердорсальное расстояние немного длиннее основания анального плавника. Довольно грубая кожа покрыта крупными приподнятыми плакоидными чешуйками. По спине и бокам разбросаны многочисленные тёмно-коричневые пятнышки, кроме того, на спине имеются 7 тусклых размытых отметин седловидной формы. Светлые отметины отсутствуют. Максимальный размер 24—36 см.

## Взаимодействие с человеком
Этот вид не представляет опасности для человека. Коммерческой ценности не имеет. В качестве прилова может попадать в рыболовные сети. Данных для оценки статуса сохранности недостаточно.